# Amok – Anatomie des Unfassbaren
Amok – Anatomie des Unfassbaren ist ein Dokumentarfilm aus Deutschland, der sich mit Amokläufen aus den letzten Jahren auseinandersetzt.

## Inhalt
Hauptsächlich handelt es sich um Amokläufe an deutschen Schulen, wobei die Amokläufe in Erfurt, Emsdetten und Winnenden im Fokus der Sendung stehen.
Während der Sendung wird versucht, hinter die Fassaden der Attentäter zu blicken. Unter anderem wird versucht, die Hintergründe für den Hass und die Rachefantasien der Täter herauszufinden und mögliche Gründe, die zum Antrieb solcher Taten führen, zu beschreiben. Außerdem soll der Film dazu beitragen, mögliche zukünftige Attentate im Vorfeld zu verhindern, indem er auf Warnsignale (Leaking) hinweist und Möglichkeiten der Prävention aufzeigt.
Während der Sendung werden mehrere Kriminologen, Konfliktforscher, Polizeibeamte (welche bei den Ereignissen im Einsatz waren) und Psychologen befragt, wie es zu solchen Taten kommen kann und welche Beweggründe dahinter stehen. Als Experten werden der forensische Psychologe Jens Hoffmann, der Konfliktforscher Herbert Scheithauer (Freie Universität Berlin), die Traumatherapeutin Alina Wilms, die Autorinnen Ines Geipel (schrieb das Buch Für heute reicht´s über den Amoklauf in Erfurt) und Juli Zeh (Spieltrieb), sowie Gisela Mayer vom Aktionsbündnis Winnenden befragt. Mayer verlor ihre Tochter bei dem Amoklauf und war als Referendarin an der Albertville-Realschule tätig.

## Dauer
Der Film dauert ungefähr 235 Minuten (knapp 4 Stunden) und wurde am 16. Oktober 2010 auf VOX ausgestrahlt.

## Stab
Das Drehbuch schrieben Nanje Teuscher, Pippa Nachtnebel und Alexandra Pfeil, die auch die Interviews mit den Experten durchführen. Auftraggeber ist Spiegel TV.